# Contarinia cybelae
Contarinia cybelae är en tvåvingeart som beskrevs av Gagne 1972. Contarinia cybelae ingår i släktet Contarinia och familjen gallmyggor. Inga underarter finns listade i Catalogue of Life.